# Хилл, Филан
Фи́лан Пи́тер Хилл (англ. Phelan Peter Hill; род. 21 июля 1979, Бедфорд) — британский рулевой в академической гребле, выступает за национальную сборную Великобритании по академической гребле начиная с 2007 года. Чемпион летних Олимпийских игр в Рио-де-Жанейро, бронзовый призёр Олимпиады в Лондоне, трёхкратный чемпион мира, серебряный и бронзовый призёр чемпионатов Европы, победитель этапов Кубка мира, победитель многих регат национального и международного значения.

## Биография
Филан Хилл родился 21 июля 1979 года в городе Бедфорд графства Бедфордшир. Учился в начальной бедфордской школе, там впервые познакомился с академической греблей, выступать в этом виде спорта начал в возрасте шестнадцати лет. Позже учился на юриста в Университете Лестера, состоял в университетской гребной команде. Затем присоединился к гребному клубу «Лендер» из Хенли-он-Темса.
Первого серьёзного успеха на взрослом международном уровне добился в сезоне 2007 года, когда вошёл в основной состав гребной команды Великобритании и дебютировал на этапах Кубка мира, в частности на этапе в Мюнхене одержал победу в восьмёрках рулевых.
В 2010 году Хилл побывал на мировом первенстве в новозеландском Карапиро, откуда привёз награду серебряного достоинства, выигранную в зачёте рулевых восьмёрок. В следующем сезоне в той же дисциплине повторил это достижение на чемпионате мира в словенском Бледе. Находясь в числе лидеров гребной команды Великобритании, благополучно прошёл отбор на летние Олимпийские игры 2012 года в Лондоне — совместно с такими гребцами как Ричард Эгинтон, Константин Лоулоудис, Мэтт Лэнгридж, Алекс Партридж, Мохамед Сбихи, Грегори Сирл, Джеймс Фоад и Том Рэнсли финишировал вторым в квалификационном заезде, но через утешительный заезд всё же пробился в финальную стадию. В финале британцы заняли третье место, уступив командам Германии и Канады, вынуждены были довольствоваться бронзовыми олимпийскими наградами.
После лондонской Олимпиады Филан Хилл остался в основном составе британской национальной сборной и продолжил принимать участие в крупнейших международных регатах. Так, в 2013 году он выступил на чемпионате мира в корейском Чхунджу и одержал победу в зачёте восьмёрок. Год спустя в той же дисциплине взял бронзу на европейском первенстве в Белграде и был лучшим на мировом первенстве в Амстердаме. В сезоне 2015 года получил серебро на чемпионате Европы в Познани и выиграл чемпионат мира в Эгбелете. Позже добавил в послужной список бронзовую награду, выигранную в восьмёрках на первенстве континента в немецком Бранденбурге.
Благодаря череде удачных выступлений Хилл удостоился права защищать честь страны на Олимпийских играх 2016 года в Рио-де-Жанейро, где стартовал в составе экипажа, куда также вошли гребцы Скотт Дюрант, Эндрю Триггз-Ходж, Мэтт Готрел, Пит Рид, Пол Беннетт, Мэтт Лэнгридж, Уильям Сэтч и Том Рэнсли. Они с первого места квалифицировались на предварительном этапе и тем самым сразу попали в финальную стадию соревнований. В финальном решающем заезде британцы так же финишировали первыми и завоевали, таким образом, золотые олимпийские медали.
За выдающиеся достижения в академической гребле по итогам сезона был награждён Орденом Британской империи.